# Dragon rouge (roman)
Pour les articles homonymes, voir Dragon rouge.
Dragon rouge (titre original : Red Dragon) est un roman policier de Thomas Harris, publié en 1981.
Il s'agit du premier roman de l'auteur dans lequel apparaît le personnage d'Hannibal Lecter.

## Résumé

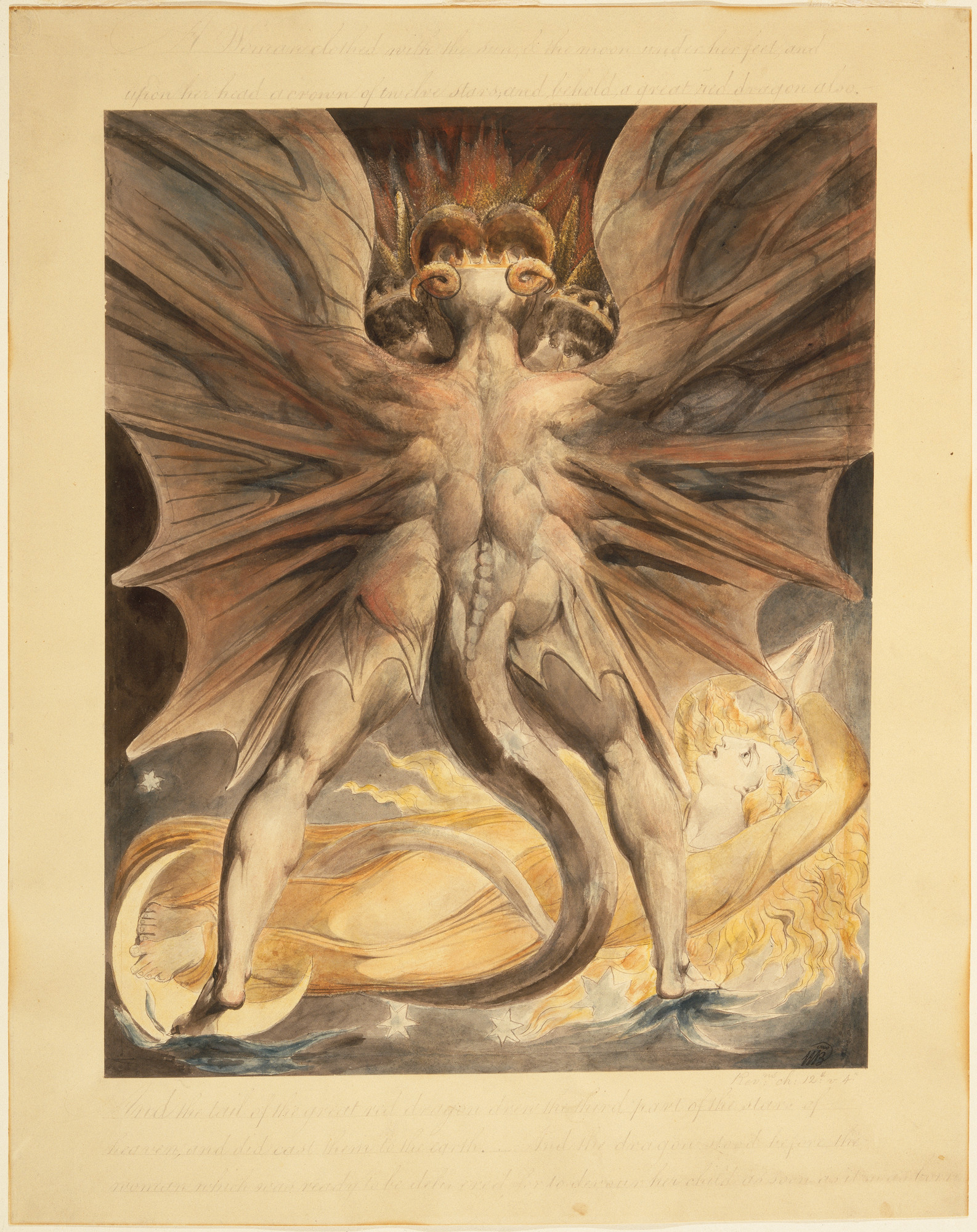
William Blake (1757–1827) The Great Red Dragon and the Woman Clothed in Sun (Rev. 12: 1–4), c. 1803–1805 – Brooklyn Museum.

Aux États-Unis, un tueur en série se faisant appeler « Dragon rouge » sévit et massacre des familles sans histoires les soirs de pleine lune. Jack Crawford (en) et Will Graham (en), deux agents du FBI, tentent de déterminer son identité. Graham, un profileur du FBI, a le don de se mettre dans la peau des suspects qu'il traque.
Cependant, lors de ses recherches il est contraint d'interroger un autre tueur psychopathe pour trouver des indices, le docteur Hannibal Lecter, interné dans un hôpital psychiatrique. Ce dernier pourrait détenir certaines informations concernant « Dragon rouge », susceptibles d'aider Will... ou inversement.
Le roman présente à la fois l'enquête de Will Graham et la lutte du psychopathe, Francis Dolarhyde, contre les démons qui le rongent.

## Personnages
- Will Graham, un agent et profileur du FBI, ayant pour faculté de se fondre dans la peau des criminels qu'il recherche.
- Francis Dolarhyde, un tueur en série affligé d'un défaut physique au visage. Timide et effacé du fait de son défaut physique, il est possédé par l'esprit du Dragon rouge, vouant une fascination maladive pour le tableau Le grand Dragon Rouge et la Femme vêtue de soleil de William Blake. Pour compenser sa tare physique, il s’entraîne physiquement de façon intensive et possède une puissante musculature. Il commet ses massacres les nuits de pleine lune.
- Molly Graham, l'épouse de Will, qui craint pour la santé mentale et la vie de son mari.
- Jack Crawford, le directeur des Sciences du comportement du FBI à Baltimore et collègue de Will Graham. Il relance ce dernier sur la piste de « Dragon rouge ».
- le docteur Hannibal Lecter, un ancien psychiatre de renom, interné à vie dans un hôpital psychiatrique de Baltimore pour plusieurs meurtres sanglants et actes de cannibalisme. Il est interrogé par Will dans sa cellule. Lecter lui fournira des indices, mais prendra aussi contact avec Dragon Rouge afin de l'avertir et le manipuler pour assassiner Graham.
- Reba McLane, une jeune femme aveugle tombée amoureuse de Dolarhyde, et qui pourrait l'aider à se libérer du démon qui le ronge.

## Adaptations cinématographiques
- Le Sixième Sens (Manhunter), film scénarisé et réalisé par Michael Mann, sorti en 1986, dans lequel le rôle d'Hannibal Lecktor (au lieu de « Lecter ») est tenu par Brian Cox ; à ne pas confondre avec Sixième Sens de M. Night Shyamalan.
- Dragon rouge (Red Dragon), film scénarisé par Ted Tally et réalisé par Brett Ratner, sorti en 2002, dans lequel le rôle d'Hannibal Lecter est tenu par Anthony Hopkins.
- Hannibal, série développée par Bryan Fuller et diffusée à partir de 2013 : la troisième saison est centrée sur l'histoire du Dragon Rouge, le rôle d'Hannibal Lecter étant tenu par Mads Mikkelsen.

## TétralogieHannibal Lecter
- Hannibal Lecter : Les Origines du mal (Hannibal Rising, 2006) (publié postérieurement mais premier livre de la série)
- Dragon rouge (Red Dragon, 1981)
- Le Silence des agneaux (Silence of the Lambs, 1988)
- Hannibal (Hannibal, 1999)